# Kathie Browne
Pour les articles homonymes, voir Browne.
Kathie Browne est une actrice, productrice et scénariste américaine née le 19 septembre 1930 à San Luis Obispo, Californie (États-Unis), décédée le 8 avril 2003 à Beverly Hills (Californie).

## Filmographie

### comme actrice
- 1958 : Meurtre sous contrat (Murder by Contract)  d'Irving Lerner : Secretary / Party Girl
- 1959 : City of Fear : Jeanne
- 1960 : Sea Hunt (série): saison 3, épisode 6 ; saison 4 épisode 15 ; saison 4 épisode 21. Suzy
- 1960 : The Slowest Gun in the West (TV) : Lulu Belle
- 1960 : Studs Lonigan : Wild Party Girl
- 1960 : Cendrillon aux grands pieds (Cinderfella)
- 1962 : The Underwater City : Dotty Steele
- 1964 : Le Sport favori de l'homme (Man's Favorite Sport?) : Marcia
- 1964 : Le Retour d'Aladin : Hazel Jenks
- 1964 : Slattery's People (série TV) : Liz Andrews (unknown episodes, 1965)
- 1965 : Brainstorm (en) : Angie DeWitt
- 1965 : Bonanza : 4 épisodes
- 1965 et 1967 : Les Mystères de l'Ouest (The Wild Wild West), de Michael Garrison (série TV)
  - La Nuit du Détonateur humain (The Night of the Human Trigger), Saison 1 épisode 12, de Justus Addiss (1965) : Faith Cadwallader
  - La Nuit du Fantôme du Colonel (The Night of the Colonel's Ghost), Saison 2 épisode 24, de Charles Rondeau (1967) : Jennifer Caine
- 1967 : Hondo ("Hondo") (série TV) : Angie Dow (unknown episodes)
- 1968 : Star Trek (série TV) : Saison 3 épisode 11, Clin d'œil (Wink of an Eye), de Jud Taylor (1968) : Deela
- 1970 : The Forty-Eight Hour Mile (TV) : Amy Godwin
- 1970 : Berlin Affair (TV) : Andrea
- 1973 : Happy Mother's Day, Love George : Crystal
- 1974 : 43: The Richard Petty Story

### comme productrice
- 1978 : Zero to Sixty

### comme scénariste
- 1976 : American Reunion